# Romuald Kraus
Romuald Kraus (n. 1891, satul Ițcani, județul Suceava – d. 1954, Louisville, Kentucky) a fost un sculptor american de origine austriacă.

## Biografie
Romuald Kraus s-a născut în anul 1891 în satul Ițcani (astăzi cartier al municipiului Suceava). El a studiat la Institutul de Arte Frumoase din New York, oraș unde a început să sculpteze. Ulterior, Romuald Kraus a predat sculptura la Academia de Arte din Cincinnati. În anul 1947 devine profesor la University of Louisville, unde va preda până la moartea sa, survenită în anul 1954.
El este renumit pentru Statuia Justiției (realizată în anul 1938 din bronz), amplasată în fața Tribunalului Federal din orașul Newark (statul New Jersey). De asemenea, a sculptat în anul 1942 și Statuia Justiției (tot din bronz), amplasată în fața Poștei și a Tribunalului din orașul american Covington (statul New Jersey).
Romuald Kraus a încetat din viață în anul 1954 în orașul Louisville (statul Kentucky).